# Agdistis maghrebi
Agdistis maghrebi là một loài bướm đêm thuộc họ Pterophoridae. Nó được tìm thấy ở Algérie.
Sải cánh dài 21–28 mm. cánh trước màu nâu hơn xám.